# 内梅特·亚诺什
内梅特·亚诺什（匈牙利語：Németh János，1906年6月12日—1988年3月5日），匈牙利男子水球运动员。他曾代表匈牙利参加1932年和1936年夏季奥林匹克运动会水球比赛，共获得二枚金牌。